# 国家质量监督检验检疫总局
中华人民共和国国家质量监督检验检疫总局（简称国家质检总局），是已撤销的中华人民共和国国务院正部级直属机构，主管全国质量、计量、出入境商品检验、出入境卫生检疫、出入境动植物检疫和认证认可、标准化等工作，行使行政执法职能。

## 沿革
- 1954年11月，第一届全国人大常委会第二次会议批准国务院设置国家计量局，作为国务院直属机构。
- 1955年11月19日，国务院常务会议批准《国家计量局组织简则》，国家计量局在国务院直接领导下执行任务。
- 1956年在莫斯科召开社会主义国家标准化机构代表会议第一届年会后，1957年初在国家技术委员会内设立“标准局”。其中三处负责机械口，处长董跃先。
- 1958年3月19日，根据国务院总理周恩来提出的议案，第一届全国人大常委会第九十五次会议批准国务院将“国家计量局”改为“国家技术委员会”的会属局。

原“国家计量局”的主要职能为：
1. 计划、掌管计量公制的推行；
2. 掌管计量器具的国家检定，指导计量器具的制造、修理，监督计量器具的贩卖；
3. 筹建各种计量基准器，审核机关、企业计量标准器的设置；
4. 草拟有关国家计量制度和计量工作的法规性文件；办理国务院交办的其他有关计量事项。

- 1963年国家标准局成立技术标准出版社。
- 1972年11月，依据国务院批准的中国科学院《关于设置国家标准计量局的请示报告》，国家标准计量局由中国科学院代管。
- 1977年9月，国家科学技术委员会成立后，“国家标准计量局”即由国家科委、国家计委代管。

原“国家标准计量局”的主要职能为：
国务院主管全国标准化和计量工作的直属机构，负责管理和协调各部门、各地区的标准化和计量工作。
- 聂荣臻在中央的一次会议上发表意见，主张标准计量局一分为二，因为标准工作是生产部门主管的事情。李正亭带领做计量工作一批人留在国家科委，岳志坚带着做标准工作的一批人到国家经委。[2]1978年8月与1978年10月，依据：《关于国家标准总局的任务、机构和管理体制的请示报告》与《关于国家计量总局工作任务和机构设置的请示报告》先后成立国家标准总局、国家计量总局，撤消“国家标准计量局”。
- 1982年5月4日，第五届全国人大常委会第二十三次会议批准国务院部委机构改革实施方案，决定将“国家计量总局”并入国家经济委员会。
- 1982年9月24日，国务院决定：隶属于原国家经济委员会的“计量局”冠以“国家”，称国家计量局。
- 1988年12月，依据《国务院确定行政机构设置》，“为了适应商品经济的发展，加强技术质量监督工作，克服目前技术监督工作分散管理、重复低效和缺乏权威性的弊病，组建国家技术监督局，作为国务院的直属局。”
- 1988年国务院机构改革中，撤销“国家计量局”、“国家标准局”，并将国家经委质量管理的部分职能转入国家技术监督局。

原国家技术监督局主要职能：
1. 贯彻执行国家技术监督的方针、政策；
2. 统一管理全国的标准化、计量和质量监督工作，并对质量管理进行宏观指导；
3. 研究技术监督政策，制定技术监督法规；
4. 实施技术监督，保护国家、集体、个人和企业的合法权益，维护正常的社会经济秩序。

- 1993年3月，根据《国务院机构改革方案》和《国务院关于部委管理的国家局设置及有关问题的通知》：“国家技术监督局为“国家经贸委”管理的国家局（副部级），是统一管理和组织协调全国标准化、计量和质量工作的职能部门，仍维持‘标准化、计量、质量’三位一体的工作体制不变。”

国家技术监督局职能变化：
1. 需要加强的职能：
  1. 按照建立社会主义市场经济体制的要求和国际上通行的做法，加强对质量认证工作的统一管理；
  2. 加强对产品质量的监督工作和对全国质量管理的宏观指导；
  3. 为适应“复关”的需要，加强我国标准化、计量、质量工作与关贸总协定的贸易技术壁垒协议的接轨工作。

2. 下放、转移和取消的职能：
  1. 将行业标准的规划和编号等工作下放给行业主管部门；
  2. 国家标准的技术审查工作下放给有关科研单位；
  3. 国家标准的宣传工作交有关学会、协会；
  4. 新产品、进口设备和引进技术一般项目的标准化审查交由引进单位自行审查；
  5. 工业企业内部的计量管理工作下放由企业依法自主管理；
  6. 取消评优工作和对企业标准化和计量的定级升级工作。}}

- 1998年3月，依据《国务院机构改革方案》和《国务院关于机构设置的通知》（国发[1998]5号）

国家质量技术监督局主要职能为：
国家质量技术监督局是国务院管理标准化、计量、质量工作并行使执法监督职能的直属机构。
国家技术监督局职能变化：
1. 划出的职能：西药、中药的质量监督管理，交给国家药品监督管理局；产品质量纠纷的仲裁，交给人民法院或社会中介组织。
2. 划入的职能：
  1. 由原国家环境保护局承担的环境保护国家标准的审批职能；
  2. 原由卫生部承担的食品卫生国家标准的审批、发布职能；
  3. 原由劳动部承担的锅炉、压力容器、电梯、防爆电器（页面存档备份，存于） 等特种设备的安全监察监督管理职能；
  4. 由原化学工业部承担的化学危险品质量监督管理职能；
  5. 由原电力工业部、邮电部等承担的用于贸易结算的电能表、电话计费器等计量器具强制检定的行政监督管理职能；
  6. 农药质量工作的宏观指导和农药质量的监督职能。

3. 下放的职能：
  1. 组织重要标准的实施职能；
  2. 对社会公正计量服务机构的监督职能；
  3. 省以下质量检验机构的计量认证职能。

- 2001年4月30日，《国务院关于国家工商行政管理局新闻出版署国家质量技术监督局国家出入境检验检疫局机构调整的通知》（国发〔2001〕13号）发出，“将国家质量技术监督局、中华人民共和国国家出入境检验检疫局合并，组建中华人民共和国国家质量监督检验检疫总局，正部级，为国务院直属机构。”[3]

- 2018年3月17日第十三届全国人民代表大会第一次会议通过《第十三届全国人民代表大会第一次会议关于国务院机构改革方案的决定》，批准《国务院机构改革方案》。方案规定：“组建国家市场监督管理总局。将国家工商行政管理总局的职责，国家质量监督检验检疫总局的职责，国家食品药品监督管理总局的职责，国家发展和改革委员会的价格监督检查与反垄断执法职责，商务部的经营者集中反垄断执法以及国务院反垄断委员会办公室等职责整合，组建国家市场监督管理总局，作为国务院直属机构。同时，组建国家药品监督管理局，由国家市场监督管理总局管理。将国家质量监督检验检疫总局的出入境检验检疫管理职责和队伍划入海关总署。保留国务院食品安全委员会、国务院反垄断委员会，具体工作由国家市场监督管理总局承担。国家认证认可监督管理委员会、国家标准化管理委员会职责划入国家市场监督管理总局，对外保留牌子。不再保留国家工商行政管理总局、国家质量监督检验检疫总局、国家食品药品监督管理总局。”[4][5][6]原国家质检总局所在的马甸东路9号楼也随之成为国家市场监督管理总局马甸办公区。

## 职责

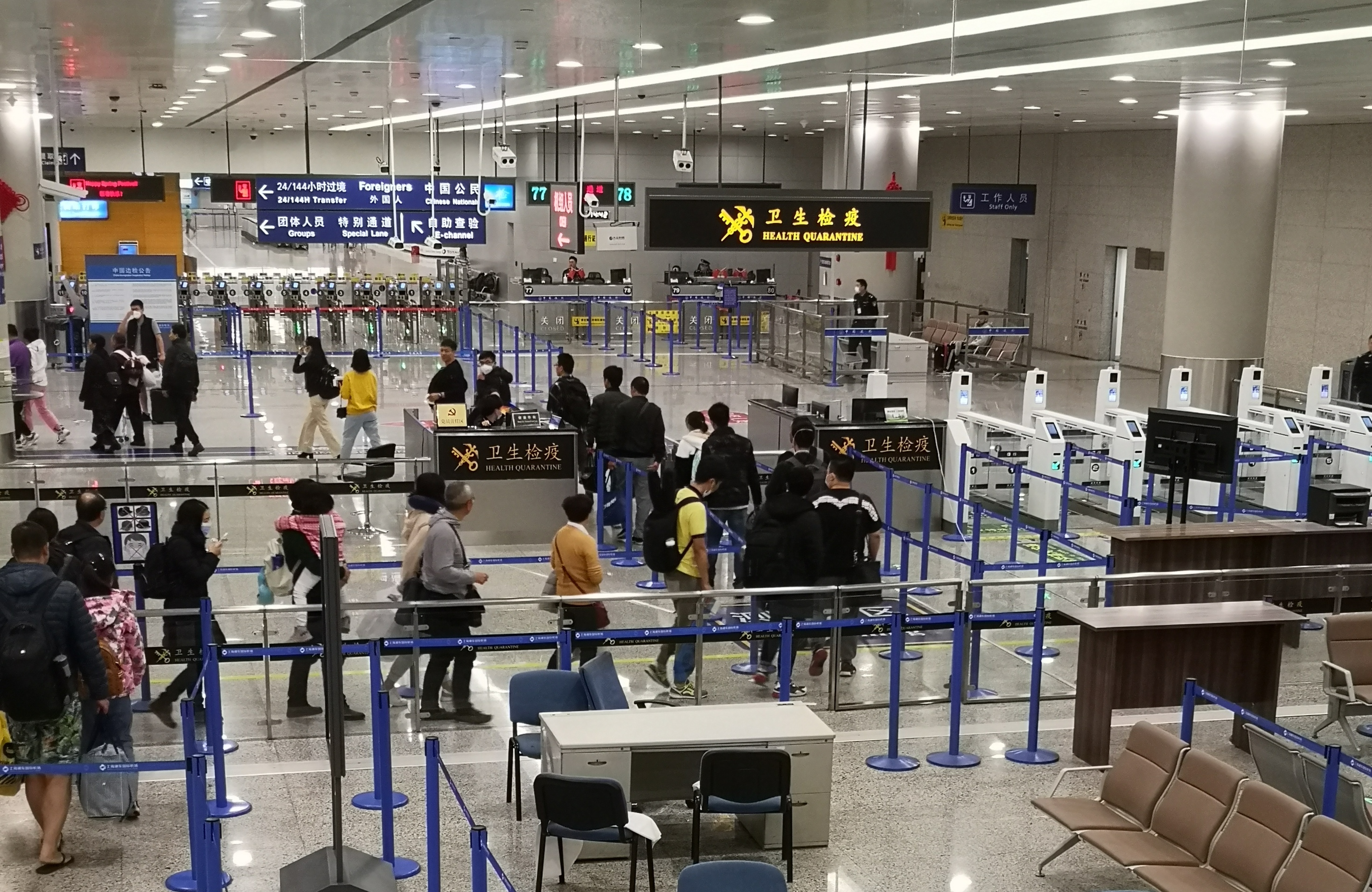
上海浦东国际机场的检疫柜台（2020年摄，此时质检总局已撤销）

1. 组织起草有关质量监督检验检疫方面的法律、法规草案，研究拟定质量监督检验检疫工作的方针政策，制定和发布有关规章、制度；组织实施与质量监督检验检疫相关法律、法规，指导、监督质量监督检验检疫的行政执法工作；负责全国与质量监督检验检疫有关的技术法规工作。
2. 宏观管理和指导全国质量工作，研究拟定提高国家质量水平的发展战略，组织实施《质量振兴纲要》，组织推广先进的质量管理经验和方法，推进名牌战略的实施；会同有关部门建立重大工程设备质量监理制度；负责组织重大产品质量事故的调查；依法负责产品防伪的监督管理工作。
3. 统一管理计量工作。推行法定计量单位和国家计量制度，组织建立、审批和管理国家计量基准和标准物质，制定计量器具的国家检定系统表、检定规程和计量技术规范，组织量值传递。负责规范和监督商品量的计量行为。
4. 拟定出入境检验检疫综合业务规章制度；负责口岸出入境检验检疫业务管理；负责商品普惠制原产地证和一般原产地证的签证管理。
5. 组织实施出入境卫生检疫、传染病监测和卫生监督工作；管理国外疫情的收集、分析、整理，提供信息指导和咨询服务。
6. 组织实施出入境动植物检疫和监督管理；管理国内外重大动植物疫情的收集、分析、整理，提供信息指导和咨询服务；依法负责出入境转基因生物及其产品的检验检疫工作。
7. 组织实施进出口食品和化妆品的安全、卫生、质量监督检验和监督管理；管理进出口食品和化妆品生产、加工单位的卫生注册登记，管理出口企业对外卫生注册工作。
8. 组织实施进出口商品法定检验和监督管理，监督管理进出口商品鉴定和外商投资财产价值鉴定；管理国家实行进口许可制度的民用商品入境验证工作，审查批准法定检验商品免验和组织办理复验；组织进出口商品检验检疫的前期监督和后续管理；管理出入境检验检疫标志（标识）、进口安全质量许可、出口质量许可，并负责监督管理。
9. 依法监督管理质量检验机构；依法审批并监督管理涉外检验、鉴定机构（含中外合资、合作的检验、鉴定机构）。
10. 综合管理锅炉、压力容器、电梯等特种设备的安全监察、监督工作，制定有关规章制度并组织实施；对锅炉、压力容器实施进出口监督检查。
11. 管理产品质量监督工作；管理和指导质量监督检查；负责对国内生产企业实施产品质量监控和强制检验；组织实施国家产品免检制度，管理产品质量仲裁的检验、鉴定；管理纤维质量监督检验工作；管理工业产品生产许可证工作；组织依法查处违反标准化、计量、质量法律、法规的违法行为，打击假冒伪劣违法活动。
12. 管理与协调质量监督检验检疫方面的国际合作与交流；代表国家参加与质量监督检验检疫有关的国际组织或区域性组织，签署并负责执行有关国际合作协定、协议和议定书，审批与实施有关国际合作与交流项目。按规定承担技术性贸易壁垒协议和卫生与植物检疫协议的实施工作，管理上述协议的通报和咨询工作。
13. 制定并组织实施质量监督检验检疫的科技发展、实验室建设规划，组织重大科研和技术引进；负责质量监督检验检疫的统计、信息、宣传、教育、培训及相关专业职业资格管理工作；负责质量监督检验检疫的情报信息的收集、分析、整理，提供信息指导和咨询服务。
14. 垂直管理出入境检验检疫机构；对省（自治区、直辖市）质量技术监督机构实行业务领导。
15. 管理国家认证认可监督管理委员会和国家标准化管理委员会。
16. 承办国务院交办的其他事项[7]。

## 机构设置

### 内设机构
- 办公厅：负责文电、会务、机要、档案等机关日常运转工作；承担政策研究、信息、保密、新闻发布、政务公开、安全保卫等工作。内设局长办公室（总值班室）、政策研究室、新闻办公室、质量管理体系和绩效管理办公室、督查室（信访办）、秘书处、政务信息处、保密档案处、综合处（政务大厅）。
- 法规司：起草相关法律法规草案和规章；承担质量监督检验检疫国际合作协定、协议和议定书草案及机关有关规范性文件的合法性审核工作；管理与质量监督检验检疫有关的技术规范工作；承办有关行政复议和行政应诉工作。内设综合处、法规一处、法规二处、法制监督处、行政复议处。
- 质量管理司：组织实施国家质量振兴的政策措施和国家质量奖励制度；建立全国产品质量诚信制度；承办重大工程设备质量监理有关事宜；组织重大产品质量事故的调查并提出整改意见；承担产品防伪的监督管理工作。内设综合处、质量信用处、质量统计分析处、质量管理处、产品质量处、服务业质量处。
- 计量司：统一管理国家计量工作，推行法定计量单位和国家计量制度；管理国家计量基准、标准和标准物质；组织制定国家计量检定系统表、检定规程和技术规范；管理计量器具，组织量值传递和比对工作；监督管理商品量、市场计量行为和计量仲裁检定；监督管理能源计量工作；监督管理计量检定机构、社会公正计量机构及计量检定人员的资质资格。内设综合业务处、量值传递处、法制计量处、工业和能源计量处、计量管理处、技术规范处。
- 通关业务司：拟订和调整出入境检验检疫商品目录；综合协调出入境检验检疫工作，管理口岸及特殊监管区域出入境检验检疫业务，参与相关对外谈判；管理出入境检验检疫标志标识、证单和原产地证签证；承担出入境检验检疫统计和业务信息化工作；监督管理从事与检验检疫通关业务有关社会服务机构的资质资格。内设综合处、口岸处、检务处、原产地处、电子业务处。
- 卫生检疫监管司：拟订出入境卫生检疫监管的工作制度及口岸突发公共卫生事件处置预案；承担出入境卫生检疫、传染病监测、卫生监督、卫生处理以及口岸突发公共卫生事件应对工作；承担口岸反恐相关工作。内设综合处、检疫查验处、疾病监测处、卫生监督处、反恐办公室。
- 动植物检疫监管司：拟订出入境动植物及其产品检验检疫的工作制度；承担出入境动植物及其产品的检验检疫、注册登记、监督管理，按分工组织实施风险分析和紧急预防措施；承担出入境转基因生物及其产品、生物物种资源的检验检疫工作；管理出入境动植物检疫审批工作。内设综合业务处、动物检疫处、植物检疫处、生物安全处、旅邮检监管处、物种资源监管处。
- 检验监管司：拟订进出口商品检验和监督管理的工作制度并组织实施；对进出口商品质量安全风险进行分析评估；承担国家实行许可制度的进出口商品验证工作；组织协调出入境集装箱检验检疫工作；监督管理法定检验商品的数量、重量鉴定；监督管理从事进出口商品检验鉴定业务检验机构的资质资格。内设综合业务处、机电产品检验监管处、资源与化学品检验监管处、消费品安全检验监管处、检验鉴定机构及业务管理处、检验监管调查处。
- 进出口食品安全局：拟订进出口食品和化妆品安全、质量监督和检验检疫的工作制度；承担进出口食品、化妆品的检验检疫、监督管理以及风险分析和紧急预防措施工作；按规定权限承担重大进出口食品、化妆品质量安全事故查处工作。内设综合业务处、食品安全一处、食品安全二处、食品安全三处、食品安全四处、风险预警处。
- 特种设备安全监察局：管理锅炉、压力容器、压力管道、电梯、起重机械、客运索道、大型游乐设施、场（厂）内专用机动车辆等特种设备的安全监察、监督工作；监督检查特种设备的设计、制造、安装、改造、维修、使用、检验检测和进出口；按规定权限组织调查处理特种设备事故并进行统计分析；监督管理特种设备检验检测机构和检验检测人员、作业人员的资质资格；监督检查高耗能特种设备节能标准的执行情况。内设综合处、检验处、锅容处、管瓶处、电梯处、节能处、事故处。
- 产品质量监督司：拟订产品质量安全监督的工作制度；承担产品质量国家监督抽查工作；拟订国家重点监督的国内产品目录并组织实施；承担工业产品生产许可证管理、产品质量安全强制检验和风险监控工作；指导和协调产品质量的行业、地方和专业性监督；管理机动车安全技术检验机构资格；监督管理产品质量检验机构及仲裁检验、鉴定；监督管理食品包装材料、容器、食品生产经营工具等食品相关产品生产加工活动；承办总局履行《世界卫生组织烟草控制框架公约》第9条、第10条内容的有关工作。内设综合业务处、监督抽查处、生产许可证管理处、检验机构监管处、质量监督处、食品相关产品监管处。
- 执法督查司（国家质检总局打假办公室）：组织查处违反标准化、计量、质量、特种设备等法律法规的行为；组织本系统开展从源头打击假冒伪劣产品违法活动；承担组织协调全国有关专项打假活动及跨省（自治区、直辖市）案件的查处和大案要案的督查督办工作；承担缺陷产品召回制度建设和国内相关缺陷产品召回管理工作；组织开展本系统12365举报处置指挥系统的规划、管理和相关工作。内设综合业务处、执法信息处、办案督查处、打假协调处、缺陷产品召回管理处。
- 国际合作司（港澳台办公室）：开展质量监督检验检疫方面的国际合作，承担涉及港澳台的交流与合作事务；协调有关对外合作文件的商签与实施；按规定承担《技术性贸易壁垒协定》和《实施卫生与植物卫生措施协定》的实施、国家通报、咨询和国内协调工作；承担有关外事工作。内设综合业务处、港澳台处、亚大处、欧洲处、美非处、自贸谈判处、国际组织处、世贸组织处、签证办公室（业务联系）。
- 科技司：拟订系统科技工作的各类规划、计划及规章、制度并组织实施，承担质检总局科技委日常工作；开展相关科研及经费安排、成果管理及应用转化、科技奖励、技术引进的组织与管理，承担与本司业务相关的对外科技合作与交流活动；开展质量监督技术机构国家质检中心和检验检疫实验室的规划及筹建、验收与动态管理，组织检验检疫实验室仪器设备和质量监督挖潜更新改造、技术装备项目的论证与实施；拟订并组织实施地理标志保护规划、计划及规章、制度，承担地理标志管理工作，承担系统知识产权管理和协调工作；会同有关部门指导和推动系统科技体制改革，开展质检科技相关信息系统和资源数据库的建立及应用管理。内设综合业务处、科技规划处、科研管理处、实验室与设备管理处、地理标志管理处。
- 人事司：负责机关和直属单位及直属系统的人事管理、机构编制、队伍建设、教育培训和职业资格等工作；按照干部管理权限，承担出入境检验检疫机构领导班子和领导干部的管理工作，承办协助管理省、自治区、直辖市质量技术监督机构领导班子的有关工作。内设综合处、干部一处、干部二处、干部三处、干部监督室、教育职称处、机构编制管理处、工资管理处。
- 计划财务司：负责总局机关及直属机构计划、财务和基本建设的管理制度并组织实施；研究和组织编制质检事业中长期规划及年度计划并监督实施；负责系统内财务预算、决算和会计核算，对各类财政资金的使用进行监督管理；对各地质量技术监督机构财务管理进行业务指导；负责管理各直属单位的国有资产、基本建设、收费、政府采购及制装工作。内设综合处、预算处、财务一处、财务二处、会计处、事业发展规划处、固定资产投资处、国有资产管理处、收费管理处。
- 督察内审司：拟订直属系统执法工作的内部监督制度并组织实施；拟订直属系统和直属单位领导干部任期经济责任审计等制度并组织实施；承担直属系统和直属单位内部审计工作。内设综合督察处、内审一处、内审二处。
- 机关党委（思想政治工作办公室）：内设办公室、组织部、宣传部、群工部。
- 离退休干部局：负责机关离退休干部工作，指导直属单位和直属系统的离退休干部工作。内设综合处、财务处、组织处、宣传处、直属处、生活服务处、医务室[8]。

中华人民共和国WTO/TBT国家通报咨询中心、中华人民共和国WTO/SPS国家通报咨询中心设在质检总局。

### 分管机构
国家质检总局管理：
- 中国国家认证认可监督管理委员会（中华人民共和国国家认证认可监督管理局）（简称国家认监委）：国务院授权的履行行政管理职能，统一管理、监督和综合协调全国认证认可工作的主管机构[8]。
- 中国国家标准化管理委员会（中华人民共和国国家标准化管理局）（简称国家标准委）：国务院授权的履行行政管理职能，统一管理全国标准化工作的主管机构[8]。

### 分支机构
国家质检总局在全国31个省（自治区、直辖市）共设有35个直属出入境检验检疫局，海陆空口岸和货物集散地设有近300个分支局和200多个办事处。质检总局对出入境检验检疫机构实施垂直管理。
- 中华人民共和国北京出入境检验检疫局
- 中华人民共和国天津出入境检验检疫局
- 中华人民共和国河北出入境检验检疫局
- 中华人民共和国山西出入境检验检疫局
- 中华人民共和国内蒙古出入境检验检疫局
- 中华人民共和国辽宁出入境检验检疫局
- 中华人民共和国吉林出入境检验检疫局
- 中华人民共和国黑龙江出入境检验检疫局
- 中华人民共和国上海出入境检验检疫局
- 中华人民共和国江苏出入境检验检疫局
- 中华人民共和国浙江出入境检验检疫
- 中华人民共和国宁波出入境检验检疫局
- 中华人民共和国安徽出入境检验检疫局
- 中华人民共和国福建出入境检验检疫局
- 中华人民共和国厦门出入境检验检疫局
- 中华人民共和国江西出入境检验检疫局
- 中华人民共和国山东出入境检验检疫局
- 中华人民共和国河南出入境检验检疫局
- 中华人民共和国湖北出入境检验检疫局
- 中华人民共和国湖南出入境检验检疫局
- 中华人民共和国广东出入境检验检疫局
- 中华人民共和国深圳出入境检验检疫局
- 中华人民共和国珠海出入境检验检疫局
- 中华人民共和国海南出入境检验检疫局
- 中华人民共和国广西出入境检验检疫局
- 中华人民共和国四川出入境检验检疫局
- 中华人民共和国重庆出入境检验检疫局
- 中华人民共和国贵州出入境检验检疫局
- 中华人民共和国云南出入境检验检疫局
- 中华人民共和国西藏出入境检验检疫局
- 中华人民共和国陕西出入境检验检疫局
- 中华人民共和国甘肃出入境检验检疫局
- 中华人民共和国青海出入境检验检疫局
- 中华人民共和国宁夏出入境检验检疫局
- 中华人民共和国新疆出入境检验检疫局

### 直属单位
- 国家质检总局机关服务中心
- 国家质检总局信息中心
- 国家质检总局国际检验检疫标准与技术法规研究中心
- 国家质检总局干部教育中心
- 国家质量监督检验检疫总局发展研究中心
- 中国纤维检验局
- 中国计量科学研究院（国家时间计量频率中心、国家标准物质研究中心）
- 中国检验检疫科学研究院（国家食品安全危害分析与关键控制点应用研究中心）
- 中国特种设备检测研究院
- 中国标准化研究院
- 中国信息安全认证中心
- 中国合格评定国家认可中心
- 中国物品编码中心
- 全国组织机构统一社会信用代码数据服务中心
- 中国质量认证中心
- 中国质检报刊社
- 中国质检出版社[8]

### 挂靠管理社团
- 中国出入境检验检疫协会
- 中国国际旅行卫生保健协会
- 中国认证认可协会
- 中国质量检验协会
- 中国计量协会
- 中国防伪行业协会
- 中国质量万里行促进会
- 中国设备监理协会
- 中国特种设备安全与节能促进会
- 中国品牌建设促进会
- 中国检验检疫学会
- 中国消费品质量安全促进会
- 中国标准化协会
- 中国计量测试学会[8]

## 历任领导
| 局长 - 李长江（2001年4月－2008年9月） - 王勇（2008年9月－2010年8月） - 支树平（2010年8月－2018年3月） 副局长 …… - 李元平（2016年12月－2018年1月） - 侯建国（2017年5月－2018年3月） - 陈钢（2013年－2018年3月） - 田世宏（2018年1月－2018年3月，兼国家标准化管理委员会主任） - 秦宜智（2017年9月－2018年3月）（正部长级） 总工程师 - 韩毅（？－2018年3月） 总检验师 - 项玉章（2008年9月－2016年4月） - 张际文（2017年6月－2018年3月） | 党组书记 …… - 支树平（2010年8月－2017年5月） - 侯建国（2017年5月－2018年3月） 党组成员 …… - 王炜（2008年12月－？，驻总局纪检组组长） - 陈钢（2011年－2018年3月，2013年前兼国家标准化管理委员会主任） - 田世宏（2013年－2018年3月，国家标准化管理委员会主任） - 支树平（2017年5月－2018年3月） - 秦宜智（2017年9月－2018年3月） |

## 中央纪委驻国家质量监督检验检疫总局纪检组
中央纪委驻国家质量监督检验检疫总局纪检组（监察部驻国家质量监督检验检疫总局监察局）是中央纪委监察部派驻机构。2016年撤销，改由中央纪委驻国家工商行政管理总局纪检组综合监督。
| 组长 - 王炜（2008年12月－？） 副组长 | 正局级纪律检查员 副局级纪律检查员 |